# Rudolf Strothmann
Heinrich Friedrich Rudolf Strothmann (* 4. September 1877 in Lengerich; †  15. Mai 1960 in Hamburg) war ein deutscher Islamwissenschaftler. Er lehrte von 1927 bis 1947 als Professor für Semitische Philologie und Islamkunde an der Universität Hamburg.

## Leben und Werk
Strothmann studierte Theologie in Halle und Bonn, er wurde 1898 Mitglied der Burschenschaft Allemannia auf dem Pflug zu Halle. 1905 wurde er Oberlehrer in Münster, 1907 Studienrat und evangelischer Pfarrer an der Landesschule Pforta (ab 1907). An der Universität Halle wurde er am 23. November 1911 zum Dr. phil. promoviert. Auf Veranlassung Carl Heinrich Beckers und Hellmut Ritters wurde er – ohne Habilitation – als ordentlicher Professor für Orientalistik zum Wintersemester 1923/24 an die Universität Gießen berufen. Zum Sommersemester 1927 erhielt er einen Ruf auf den Lehrstuhl für Semitische Philologie und Islamkunde an der Universität Hamburg. Dort stand er zugleich dem Seminar für Geschichte und Kultur des Vorderen Orients vor. 1947 wurde er emeritiert. Sein akademischer Schüler Bertold Spuler trat die Nachfolge an.
Seinen Arbeitsschwerpunkt bildeten vor allem das Schiitentum und dessen Untergruppen wie Zaiditen und Ismailiten sowie Sondergemeinschaften wie die Nusairier. Daneben befasste er sich auch mit dem orientalischen Christentum, insbesondere den neuzeitlichen Kopten in Ägypten. Studienreisen führten ihn 1911/12, 1929/30 und 1952 nach Syrien, Palästina und Jemen.
1939 wurde er zum ordentlichen Mitglied der Gesellschaft der Wissenschaften zu Göttingen gewählt. Außerdem war er Mitglied der Joachim-Jungius-Gesellschaft in Hamburg sowie der Ismaili Society in Bombay.

## Veröffentlichungen (Auswahl)
- Kultus der Zaiditen. Strassburg 1912.
- Die Zwölfer-Schi 'a. 2 religionsgeschichtliche Charakterbilder aus der Mongolenzeit. Leipzig 1926.
- Die koptische Kirche in der Neuzeit. Tübingen 1932.
- Die geistigen und politischen Kräfte des Islam im Vorderen Orient. Hamburg 1937.
- Ismailitischer Koran-Kommentar. Göttingen ab 1944. (Herausgeber)
- Die Nusairī im heutigen Syrien. Göttingen 1950.
- Morgenländische Geheimsekten in abendländischer Forschung und die Handschrift Kiel Arab. 19. Berlin 1953.

## Sekundärliteratur
- Ewald Wagner: Das Seminar für Sprachen und Kulturen Nordafrikas an der Justus-Liebig-Universität zu Giessen, in: Giessener Hochschulblätter, 12. Jg. (1965) Heft 3, S. 26–29, zu Strothmann S. 27/28
- Sabine Schmidtke: The Beginnings of Shi’i Studies in Germany: Rudolf Strothmann and His Correspondence with Carl Heinrich Becker, Ignaz Goldziher, Eugeneo Griffini, and Cornelis van Arendonk, 1910 through 1926, Philadelphia: American Philosophical Society, 2023